# Национальное агентство по предотвращению коррупции
Национальное агентство по предотвращению коррупции (укр. Національне агентство з питань запобігання корупції) или НАЗК — национальное антикоррупционное агентство Правительства Украины, ответственное за формирование и внедрение антикоррупционных мер, обеспечивает формирование и реализует государственную антикоррупционную политику. Создано в 2015 году. В связи с  российско-украинской войной агентство ведёт список «Международные спонсоры войны».

## Описание
Агентство является одним из трёх антикоррупционных институтов Украины, созданных после Евромайдана, совместно с Национальным антикоррупционным бюро Украины (НАБУ) и Специализированной антикоррупционной прокуратурой Украины (САП).
В отличие от НАБУ, являющегося силовой структурой, действия НАЗК несут превентивную функцию, в частности, по проверке деклараций государственных служащих и стилю их жизни, раскрытию какой-либо информации по поводу фактов коррупции или злоупотребления должностью.
Кандидаты президентских выборов на Украине в 2019 году были обязаны подать декларацию о доходах за год, предшествующий году начала выборов. Этот документ будет рассмотрен Национальным агентством по предотвращению коррупции, которое впоследствии опубликует результаты проверки.

## Главы ведомства
- Наталья Корчак (2015—2018)[6]
- Наталья Новак (ВРИО) (2019)[2][7]
- Александр Новиков (2019 — текущ.)[2][1]